# Kathleen M. Coleman
Kathleen M. Coleman (* 1953 in Salisbury, Südrhodesien) ist eine US-amerikanische Klassische Philologin.

## Leben
Kathleen M. Coleman wuchs in Südrhodesien und Rhodesien auf, dem heutigen Simbabwe. Sie studierte an der Universität Kapstadt (B.A. 1973) und der University of Rhodesia (B.A. 1975). Dann studierte sie als Mitglied der Lady Margaret Hall an der University of Oxford, wo sie 1979 promoviert wurde. Anschließend lehrte sie bis 1993 als Dozentin an der Universität Kapstadt. Von 1993 bis 1998 war sie Professorin für Latein am Trinity College Dublin. Seit 1998 lehrt sie als James Loeb Professor of the Classics an der Harvard University. Sie ist seit 2009 Ehrenmitglied der Society for the Promotion of Roman Studies und seit 2012 korrespondierendes Mitglied der Bayerischen Akademie der Wissenschaften. 2013/14 war Coleman Stipendiatin am Wissenschaftskolleg zu Berlin. 2020 wurde sie als Auswärtiges Mitglied in die British Academy gewählt, 2021 in die American Philosophical Society.
Zu ihren Forschungsgebieten gehören die lateinische Literatur, die Poesie der flavischen Zeit, Geschichte und Kultur der frühen Kaiserzeit, römische Circusspiele sowie die Rezeption des Altertums in Südafrika, insbesondere im Werk des Dichtes Douglas Livingstone.
Für den Historienfilm Gladiator arbeitete Coleman während der Dreharbeiten als historische Beraterin. Trotz der Behauptung der Produzenten, so genau wie möglich das antike Rom dargestellt zu haben, war Coleman so unzufrieden mit dem Ergebnis, dass sie ihren Namen aus dem Abspann hat entfernen lassen. Ihre Mitwirkung kommentierte sie mit den Worten: „Historische Authentizität scheint eine etwas periphere Überlegung zu sein.“ In dem Essay The Pedant Goes to Hollywood: The Role of the Academic Consultant fasste sie später ihre Erfahrungen zusammen.